# تأثير الشوكولاتة الساخنة
تأثير الشوكولاتة الساخنة (بالإنجليزية: Hot chocolate effect)‏ المعروف أيضًا باسم تأثير (allassonic)، هي ظاهرة للمعادلة الموجية تم توثيقها لأول مرة في عام 1980 من قبل فرانك كروفورد، حيث ترتفع درجة الصوت عند النقر على كوب من السائل الساخن بعد إضافة مسحوق قابل للذوبان. لوحظ لأول مرة في صنع الشوكولاتة الساخنة أو القهوة سريعة التحضير، ولكنه يحدث أيضًا في مواقف أخرى مثل إضافة الملح إلى الماء الساخن المشبع أو الجعة الباردة. وجدت الأبحاث الحديثة العديد من المواد التي تخلق التأثير، حتى في السوائل غير المشبعة في البداية.
يمكن ملاحظته عن طريق سكب الحليب الساخن في الكوب، مع التحريك في مسحوق الشوكولاتة، والنقر على قاع الكوب بملعقة بينما الحليب لا يزال يتحرك. ستزداد الحدة تدريجياً دون أي علاقة بسرعة أو قوة النقر. التقليب اللاحق لنفس المحلول (بدون إضافة المزيد من مسحوق الشوكولاتة) سيقلل درجة الصوت تدريجيًا مرة أخرى، تليها زيادة أخرى. يمكن تكرار هذه العملية عدة مرات، حتى يتم الوصول إلى التوازن. عند التقليب الأولي، تقلل فقاعات الغازات من سرعة الصوت في السائل، مما يقلل التردد. عندما تتضح الفقاعات، ينتقل الصوت بشكل أسرع في السائل ويزداد التردد.

## أصل الظاهرة
تفسر هذه الظاهرة بتأثير كثافة الفقاعة على سرعة الصوت في السائل. الملاحظة المسموعة هي تردد الموجة الراكدة حيث ربع الطول الموجي هو المسافة بين قاعدة الكوب وسطح السائل. هذا التردد f يساوي السرعة v للموجة مقسومة على أربعة أضعاف ارتفاع عمود الماء h:
{\displaystyle f={\frac {1}{4}}{\frac {v}{h}}}
تعتمد سرعة الصوت v في سائل أو غاز متجانس على كثافة كتلة السائل ({\displaystyle \rho }) ومعامل الحجم ({\displaystyle K}) وفقًا لصيغة نيوتن لابلاس:
{\displaystyle v={\sqrt {\frac {K}{\rho }}}}
الماء أكثف بحوالي 800 مرة من الهواء، والهواء قابل للانضغاط بحوالي 15.000 مرة أكثر من الماء. عندما يمتلئ الماء بفقاعات الهواء، تكون كثافة السائل قريبة جدًا من كثافة الماء، لكن الانضغاطية ستكون انضغاطية الهواء. هذا يقلل بشكل كبير من سرعة الصوت في السائل. الطول الموجي ثابت لحجم معين من السوائل، وبالتالي فإن تردد (درجة) الصوت سوف ينخفض طالما كانت فقاعات الغاز موجودة.
ستؤدي المعدلات المختلفة لتشكيل الفقاعات إلى إنشاء ملامح صوتية مختلفة، مما يسمح بالتمايز بين المواد المذابة.

## روابط خارجية
- عرض توضيحي بالفيديو لتأثير الشوكولاتة الساخنة